# Leroy (Teksas)
Leroy – miasto w Stanach Zjednoczonych, w stanie Teksas, w hrabstwie McLennan.